# Травматическая асфиксия
Травматическая асфиксия — состояние, требующее неотложной медицинской помощи, вызванное интенсивным сжатием грудной клетки, в результате которого происходит отток венозной крови в системе верхней полой вены.

## Причины возникновения
Патофизиология травматической асфиксии все ещё известна не полностью, и в литературе в основном доступны описания симптомов, имевших место у пострадавших. Травматическая асфиксия возникает при мощном сдавливании грудной полости, чаще всего во время дорожно-транспортных происшествий, а также промышленных и сельскохозяйственных аварий. Также является основным видом травматических повреждений при давке в толпе, землетрясениях, обвалах зданий.

## Симптомы
Характерным симптомом является цианоз верхних конечностей, шеи и головы, а также точечные кровоизлияния в кожу, слизистые оболочки и конъюнктиву. Наблюдается отёк лица, зрачки расширены и слабо реагируют на свет, снижается острота зрения и слуха. Возможен кашель с кровянистой мокротой, голос хриплый или отсутствует вообще. Травматической асфиксии зачастую сопутствуют переломы рёбер, ключиц, лопаток, реже таза, позвоночника; иногда возникают обширные повреждения мышц.

## Лечение
Травматическая асфиксия требует в первую очередь особого внимания к проходимости дыхательных путей и механике дыхания. Важнейшим аспектом первой помощи является эффективная вентиляция. Лечение направлено на восстановление нейрососудистого равновесия в системе малого круга кровообращения, как и при других закрытых травмах груди. Пострадавший должен находиться в полусидячем положении. Применяют внутривенную инфузию глюкозоновокаиновой смеси и солевых растворов до 1,5 л в сутки; двустороннюю (с 30—40-минутным интервалом) вагосимпатическую блокаду, проводниковую и местную анестезию других повреждений, ингаляции кислорода, введение эуфиллина и других бронхолитических средств. Лечение проводится в условиях стационара.

## Прогноз
В большинстве случаев, без других тяжелых повреждений, прогноз благоприятный. При своевременном и адекватном лечении и отсутствии осложнений полное выздоровление наступает через 14—20 дней.